# Aklihegy
Aklihegy (ukránul Оклі Гедь (Okli Hegy)): falu Ukrajnában, Kárpátalján, a Beregszászi járásban.

## Fekvése
Nagyszőlőstől 25 km-re délre fekvő település.

## Nevének eredete
Nevét onnan kapta, hogy egykor Aklihoz tartozott, annak hegyi része volt.

## Története
A Gyulai-hegy oldalában fekvő falu 616 lakosának 98%-a magyar. Itt termelték hajdan Ugocsa vármegye legjobb borait.
A hegyoldalban magas vastartalmú források fakadnak.
Határában a Várvölgy az 1717-es tatár betörés emlékét idézi. Új temploma 1994-ben épült, melyet a három felekezet közösen használ.
A trianoni békeszerződésig Ugocsa vármegye Tiszántúli járásához tartozott.